# スタートレック:ディスカバリーに登場した種族
スタートレック > スタートレックに登場した異星人の一覧 > スタートレック:ディスカバリーに登場した種族
スタートレック:ディスカバリーに登場した種族（スタートレック:ディスカバリーにとうじょうしたしゅぞく）では、『スタートレック:ディスカバリー』に登場した異星人について列挙する。

## 個別項目のある種族
- バルカン人
- クリンゴン人
- アンドリア人
- テラライト人
- トリブル
- トリル人
- ベイジョー人
- ロミュラン人
- ブリーン人

## 個別項目のない種族

### 10-C
DMA(ダークマター異変)と呼ばれる巨大で高速に移動する重力現象を作り出し、32世紀の銀河系を危機に陥れ、数々の惑星を破滅させる種族。炭水化物により会話し、集団意識を持つ。異質さのために他の知的種族の存在に気づかず、防衛テクノロジーであるハイパーフィールド生成に必要なボロナイト採掘のためにDMAを発生させる。ディスカバリーの努力により意思疎通を行い、DMAの利用を停止する。
なおボロナイトはスタートレック世界において最強のエネルギー源であるオメガ分子の素材である（「VOY89話「戦慄！オメガ破壊指令」）。

### オリオン人
TOSで初登場する緑色の肌のヒューマノイド。カーク船長の前任パイク船長の「歪んだ楽園」ですでに登場しており、クリンゴンやロミュランに並ぶ古参種族。「女性優位社会の奴隷商人」として悪役で登場することが多い種族だが、人身売買・誘拐描写がスタートレックに多い「明るい冒険譚」に合わないためか登場頻度は低め。ENT, TNG, DS9にも登場する犯罪組織オリオン・シンジケートを運営する。シーズン3では、3189年にアンドリア人と共同で、惑星連邦と敵対する組織エメラルド・チェーンを運営し、その指導者の女性オサイラーはS3のU.S.S.ディスカバリーの宿敵となる。
なお24世紀末を舞台とする『スタートレック：ローワーデッキ』ではオリオン人としては初の宇宙艦隊士官にしてレギュラーキャラクターのテンディ少尉が登場する。明るく社交的な性格だが、オリオン人のイメージの悪さを気にしている描写も見られる。同様の描写はDISシーズン4にも見られる。
リブート版スタートレックでは歴史改変の影響か23世紀の時点でオリオン人艦隊士官が登場している。

### キリ
3189年にディスカバリーが宇宙艦隊本部で遭遇した種族。惑星ウルナで変異した食物を摂取したために深刻な症状を示すが、マイケル・バーナムの奮闘で救われる。

### クイジャン人
DSC初登場の種族であり地球人と同じ外見であるが、強いエンパスである。32世紀に、10-Cの作り出したDMAによりクイジャン星全体が壊滅し、クイジャン人はほぼ絶滅する。代表的な人物はクリーブランド・ブッカー(ブック)。

### ケルピアン人
DSC初登場の種族。カミナー星に住む後進的種族でバウル人の捕食対象。長身細身で、後頭部には危険を感知するリスク神経を備え、きわめて臆病である。一生のうちでヴァハライと呼ばれる苦痛に満ちた時期を迎えると、バウル人によって捕食される対象となる。だがヴァハライを過ぎるとリスク神経は失われ、代わりにダーツのような射出器官が生じ、その行動からは臆病さが失われて大胆になる。かつてはヴァハライを過ぎたケルピアン人がバウルを逆に捕食し、人口で圧倒していた。代表的な人物はU.S.S.ディスカバリーの副長を務めるサルー及びその妹のシランナである。3189年には、カミナー星が崩壊前の惑星連邦に加盟しており、ヴェルビン星雲内のダイリチウムと放射線密度の高い惑星上で生まれ環境に適応したスカールが、"大火"と呼ばれる全宇宙規模でのダイリチウム爆発現象を引き起こし、連邦の崩壊を招いたことが明らかにされる。

### ケルラン人
スタートレック:ディープスペース・ナインのS2E13『最終兵器解体の陰謀』に登場する、尖った耳を持つヒューマノイド。ブリーン人に侵略を受ける。代表的な人物に、32世紀でU.S.S.アンタレス船長を務めた後に解任され、マイケル・バーナムがU.S.S.ディスカバリー副長に任用したレイナーがいる 。

### ザヒア人
DSC初登場の種族。ダイリチウムの豊富なザヒア星の種族。背中から棘を出すことができ、光学迷彩により姿を消すことができる。代表的な人物は、天才的技術者でもあるポー(ミハニイカハリカポー)女王である。ザヒア人はほかに『スタートレック:ピカード』シーズン1第1話「追憶」に、ダージ・アーシャのボーイフレンドとして登場する。

### ソーリアン人
TMPで登場する、トカゲのごとき頭部をもった、連邦に加盟するヒューマノイド種族。ディスカバリーに勤務するライナスが代表的な人物。

### 創始者
TNGシーズン6エピソード20「命のメッセージ」で登場する、銀河系の全ヒューマノイドの祖先である、高度な科学技術を持つ種族。その残した技術の探索がDSCシーズン5の主要なテーマとなる。創始者もまた、何者かに創造されその技術を受け継いだだけであることが明らかになる。

### タロス人
TOSパイロットエピソード「歪んだ楽園」に登場する、スタートレック最初の異星人。タロス4号星に住む、きわめて高いテレパシー能力を持つ小柄な種族。自惑星の周囲に幻影を張り巡らして防衛する。遠く離れた宇宙空間の異種族に幻影を見せることで通信することもできる。他種族の心に入り込み、記憶を操り、精神の治療をすることもできる。
エンタープライズとの初遭遇時には、かつての戦争で荒廃しきった惑星の復興の為にパイクを拉致しようとしたが失敗、人間と言う種族を理解した上でパイク達を開放する。その後、精神を病んだスポックを上記の能力で治療し、精神以外は植物状態となったパイクの状態を知り、せめて幻想の中でも幸せに生きて貰いたいとスポックと協力する等、基本的には善良な性質を持った種族。

### テラン人
鏡像宇宙（並行宇宙）における地球（テラン）人。テラン帝国を築いている。プライムタイムラインの地球人に比べて強い光に弱い。

### バーザン人
TNG56話「非情なる駆け引き」にてバーザン・ワームホールの競売を持ち掛けた種族。VOY47話「救世主フェレンギ」はTNG56話の後日談となっており、バーザン・ワームホールの名も登場する。母星はバーザン2号星。眉の上が隆起するほかは、地球人に類似の種族である。宇宙艦隊の環境下では呼吸補助器を必要とする。代表的な人物はU.S.S.エンタープライズおよびU.S.S.ディスカバリーに乗務したナーン中佐である。3189年には、崩壊前の惑星連邦に加盟していたことが明らかにされる。

### パーヴァン
惑星パーヴォに住む不定形で実体のない知覚生物。

### バウル人
DSC初登場の種族。カミナー星に住むワープ技術を持つ水棲の先進的な種族である。後進的なケルピアン人を支配し、ヴァハライ期を迎えたケルピアン人を捕食する。かつてはヴァハライ期を過ぎて攻撃性を増したケルピアン人に捕食され圧倒されていたが、その後はヴァハライ期に入ったケルピアン人を捕食することで優位を保ち、ヴァハライは死であるとケルピアン人に信じ込ませる。3189年には、カミナー星が崩壊前の惑星連邦に加盟していたことが明らかにされる。

### ライサ人
額中央にマークのあるヒューマノイド。性的に開放的なことで知られる。DS9にも登場する。代表的な人物に、32世紀で、異星種族10-Cを攻撃して外交交渉を危機に陥れる科学者ルオン・タルカがいる。